# Kaprosuchus
Kaprosuchus – rodzaj krokodylomorfa z rodziny Mahajangasuchidae żyjącego w późnej kredzie na obecnych terenach Afryki. Został opisany w 2009 roku przez Paula Sereno i Hansa Larssona w oparciu o niemal kompletną czaszkę (MNN IGU12) pochodzącą z osadów formacji Echkar w Nigrze datowanych na cenoman, około 95 mln lat. W pobliżu odnaleziono szczątki innego przedstawiciela Crocodyliformes z rodzaju Laganosuchus, teropodów rugopsa, spinozaura, karcharodontozaura oraz zauropodów z grupy tytanozaurów i nienazwanego przedstawiciela rebbachizaurów. Długość czaszki od kości przedszczękowej do kłykcia kości kwadratowej wynosi 507 mm, zaś długość żuchwy – 603 mm. Całe zwierzę osiągało prawdopodobnie około 6 m długości. Kaprosuchus miał ostre, powiększone zęby przypominające kły, osadzone parami w silnie umięśnionych szczękach. Prawdopodobnie mógł szybko i szeroko rozwierać szczęki. Różnice w wielkości poszczególnych zębów są nietypowe dla Crocodyliformes. Złączone kości nosowe sugerują, że przód pyska był wzmocniony, by lepiej wytrzymywać naciski wywoływane silnymi ukąszeniami, oraz zgrubiały i pokryty bruzdami, za życia zwierzęcia przypuszczalnie pokryty rogową pochwą. Oczodoły były skierowane bardziej na boki niż ku górze, co wskazuje, że dorosłe Kaprosuchus nie polowały w wodzie. Sereno i Larsson sugerują, że Kaprosuchus był głównie lub wyłącznie lądowym drapieżnikiem. Prawdopodobnie polował na duże lądowe kręgowce, takie jak dinozaury. Według analizy filogenetycznej przeprowadzonej przez Sereno i Larssona najbliższym krewnym Kaprosuchus jest Mahajangasuchus, wraz z którym należy do kladu Mahajangasuchidae.

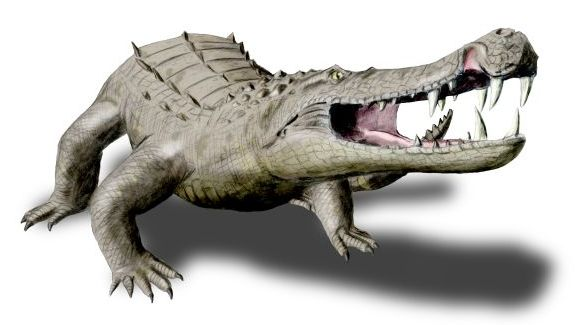
Rekonstrukcja

Nazwa Kaprosuchus pochodzi od greckich słów kapros oraz souchos, oznaczających odpowiednio „dzik” oraz „krokodyl”, i odnosi się do trzech par wydłużonych, przypominających kły zębów, znajdujących się z przodu szczęk. Nazwa gatunkowa gatunku typowego, saharicus, oznacza „należący do Sahary” i odnosi się do miejsca odnalezienia holotypu.